# Ministère des Finances (Géorgie)
Le ministère des Finances (en géorgien : საქართველოს ფინანსთა სამინისტრო) est une agence gouvernementale au sein du cabinet de la Géorgie chargée de réglementer le secteur financier national. Ivané Matchavariani est ministre depuis le 12 juillet 2018.

## Structure
Les principales fonctions du ministère sont la réglementation du secteur financier en assurant un développement économique durable et la stabilité financière ; appliquer les politiques de l'État sur les questions financières, la budgétisation et les impôts ; assurer la stabilité des finances publiques et le développement des marchés financiers dans le pays ; attirer les créanciers étrangers vers l'économie géorgienne ; amélioration de la budgétisation, des prévisions fiscales, des mécanismes financiers ; assurer le contrôle financier des fonds et des dépenses budgétaires ; le développement de la trésorerie, la mobilisation des recettes, la gestion des fonds du budget de l'État et le contrôle des mouvements de fonds en Géorgie.

## Liste des ministres
- novembre 1990 - janvier 1992 : Gouram Absandzé ;
- janvier 1992 - septembre 1993 : Pharnaoz Ananiachvili ;
- septembre 1993 - avril 1997 : David Iakobidzé ;
- mai 1997 - novembre 1998 : Mikheïl Tchkouaseli ;
- novembre 1998 - mai 2000 : David Onoprichvili ;
- mai 2000 - novembre 2001 : Zourab Noghaïdeli (première fois) ;
- novembre 2001 - novembre 2003 : Mirian Goguiachvili ;
- novembre 2003 - février 2005 : Zourab Noghaïdeli (seconde fois) ;
- février 2005 - juin 2005 : Valeri Tchetchelachvili ;
- juin 2005 - août 2007 : Lekso Aleksichvili ;
- 30 août 2007 - 6 février 2009 : Nika Guilaouri ;
- 6 février 2009 - 17 juin 2011 : Kakha Baïdourachvili ;
- 20 juin 2011 - 13 août 2012 : Dimitri Gvindadzé ;
- 13 août 2012 - 25 octobre 2012 : Alexandre Khetagouri ;
- 25 octobre 2012 - novembre 2016 : Nodar Khadouri ;
- 22 novembre 2016 - 13 novembre 2017 : Dimitri Koumsichvili ;
- 13 novembre 2017 - 13 juin 2018 : Mamouka Bakhtadzé ;
- 21 juin 2018 - 12 juillet 2018 : Nikoloz Gagoua ;
- depuis le 12 juillet 2018 : Ivané Matchavariani.